# Михайловск (Ставропольский край)
Миха́йловск — город в Ставропольском крае. Административный центр Шпаковского муниципального округа. Город-спутник Ставрополя.

## Этимология
Возникновение названия Михайловское (также Михайловка) связано с тем, что населённый пункт был основан крестьянами-однодворцами Михайловского уезда Курской губернии России. Согласно народному преданию, записанному А. И. Твалчрелидзе, происхождение данного топонима объяснялось следующим образом: «у одного из заведовавших переселенческим делом на Северном Кавказе были дети: сын Михаил и дочери Надежда и Пелагея; в память их он три смежных села назвал Михайловским, Надеждинским и Пелагиадским».
По другим сведениям, «автором» названия — «селение Михайловское» — считается генерал-губернатор Саратовский и Кавказский П. С. Потёмкин, руководивший гражданской колонизацией степей Предкавказья в XVIII веке:320.
В 1963—1998 гг. населённый пункт именовался Шпа́ковским — в честь героя Гражданской войны Фомы Григорьевича Шпака.

## География
Город расположен на реке Чла, в пределах Ставропольской возвышенности.
На юго-западе Михайловск примыкает к Ставрополю, практически сливаясь с ним (в частности, ранее относящийся к Михайловску микрорайон «Радуга» фактически находится в пределах территории краевого центра). Расстояние между центрами городов составляет приблизительно 10 км.
Климат
Михайловск — южный город. Положение на 45-й параллели северной широты — главный фактор, определяющий климатические особенности, в первую очередь количество солнечного тепла. Самый короткий день — 22 декабря продолжается в Ставрополе 8 ч 44 мин, а самый длинный — 22 июня — 15 ч 37 мин. Большое количество солнечного тепла (суммарная солнечная радиация 121,3 ккал/кв.см в год) определяет длительный вегетационный период, который составляет 160 дней с 22 апреля по 15 октября.
Город известен частыми сильными ветрами со скоростью 35—40 м/с, 50 дней в году скорость ветра превышает 10 м/с. Самые ветреные месяцы — февраль и март, преобладают воздушные потоки западных и восточных направлений. Большую часть года в городе господствует континентальный воздух умеренных широт. Летом с ним связана сухая, жаркая, малооблачная погода. Зимой он поступает из Сибири и Казахстана и приносит морозную, сухую, ясную погоду. С Атлантического океана приходит морозный воздух умеренных широт, несущий осадки, летом — ливневые с грозами, зимой — снегопады. Арктический воздух с Баренцева моря сопровождается холодной, пасмурной погодой, а воздух с Карского моря обычно снижает температуру, усиливает ветры, вызывает волны холода. 
Во все сезоны возможно проникновение тропического воздуха, континентальный его тип приходит из Средней, Малой Азии, а также Ирана и приносит летом суховеи, осенью — бабье лето. 
Морской тропический воздух со Средиземного моря летом приносит душную, влажную погоду, зимой — оттепели, весной и осенью — потепление.
Весна в Михайловске начинается в конце марта и длится около 50 дней. Сначала наступает «весна света», а потом — «весна воды», журчанием ручьёв возвещающая о таянии снега, и, наконец, «зелёная весна», которая наряжает город нежным кружевом листвы и шёлком трав. Лето продолжается 120 дней, из них 61 день температура воздуха превышает 20 градусов Цельсия. Абсолютный максимум достигал 42 градусов жары. Сигналом начала этого сезона служит цветение сирени в городе и шиповника на лесных полянах.
Осень начинается в начале октября, средние суточные температуры устанавливаются ниже 10 градусов. 
Зима в Михайловске умеренно мягкая, длится 95-110 дней, средние температуры — 5 градусов, абсолютный минимум достигает −36 градусов. Зимняя погода очень переменчива: иногда на целую неделю устанавливается настоящая весна, которая может резко, буквально за одну ночь, смениться суровой зимой.
Среднегодовое количество осадков составляет 663 мм, при этом в тёплый период выпадает 471 мм, а в холодный — 192 мм. Максимум приходится на июнь (192 мм), минимум — на февраль (28 мм).

## История
Город был основан 12 сентября 1784 года как село Михайловское, переселенцами из слободы Михайловской Курской губернии — государственными крестьянами-однодворцами в количестве полутора тысяч человек.
На 1789 год село входило в Ставропольский уезд.
С 1832 года село включено в состав 1-го Ставропольского полка Кавказского линейного казачьего войска, и получило статус станицы.
30 декабря 1869 года станица отчислена из Кубанского казачьего войска в гражданское состояние и получила статус села государственных крестьян.
Село Михайловское относилось к первому стану Ставропольскому уезду Ставропольской губернии.
В 1918 году на Ставрополье начался процесс коллективизации, не получивший достаточного развития из-за гражданской войны. После окончательного установления советской власти в регионе стали создаваться коммуны и артели, организуемые бывшими красноармейцами.
В 1922 году в Михайловском была образована коммуна имени товарища Калинина, в 1924 году — сельскохозяйственное товарищество «Пролетарий».
1 июля 1937 года село Михайловское стало центром Михайловского района.
1 февраля 1963 года Михайловский район был упразднён с передачей его территории укрупнённому Шпаковскому сельскому району. В состав последнего также вошла часть территории упразднённого Труновского района. Центр Шпаковского района был перенесён в село Михайловское.
C 5 июня 1963 года село переименовано в Шпаковское.
В 1998 году Шпаковское было переименовано в Михайловск и стало городом, а Шпаковский сельсовет был преобразован в городское поселение город Михайловск.
Постановлением Правительства Российской Федерации от 15 мая 1999 года городу присвоено наименование Михайловск.
В 2013—2017 гг. был построен автосборочный завод «Ставрополь-Авто».
До 16 марта 2020 года город был административным центром упразднённого городского поселения город Михайловск.

## Население
| 1789    | 1795    | 1839    | 1845    | 1855    | 1861    | 1867     | 1873     | 1881     | 1897     | 1901    | 1903    |
| ------- | ------- | ------- | ------- | ------- | ------- | -------- | -------- | -------- | -------- | ------- | ------- |
| 2561    | ↘2436   | ↗4854   | ↘3837   | ↗4488   | ↗4493   | ↘4107    | ↗4363    | ↗6268    | ↗7604    | ↗8522   | ↘8087   |
| 1908    | 1909    | 1925    | 1926    | 1939    | 1959    | 1970     | 1979     | 1989     | 1996     | 2000    | 2001    |
| ↗12 452 | ↘9570   | ↗10 115 | ↗10 488 | ↘8608   | ↗12 296 | ↗21 492  | ↗32 266  | ↗42 993  | ↗50 300  | →50 300 | ↗50 600 |
| 2002    | 2003    | 2005    | 2006    | 2007    | 2008    | 2009     | 2010     | 2011     | 2012     | 2013    | 2014    |
| ↗58 153 | ↗58 200 | ↗59 100 | ↗60 000 | ↗60 400 | ↗61 000 | ↗61 753  | ↗70 981  | ↗71 125  | ↗72 828  | ↗75 677 | ↗79 607 |
| 2015    | 2016    | 2017    | 2018    | 2019    | 2020    | 2021     | 2023     | 2024     | 2025     |         |         |
| ↗82 743 | ↗85 387 | ↗87 916 | ↗90 698 | ↗93 658 | ↗95 721 | ↗114 133 | ↘112 793 | ↘112 179 | ↗113 701 |         |         |

На 1 января 2025 года по численности населения город находился на 149-м месте из 1124 городов Российской Федерации.
Национальный состав
По данным переписи 2002 года:
- Русские — 50 626 человек (87,06 %)
- Армяне — 4454 человека (7,66 %)
- Цыгане — 747 человек (1,28 %)
- Украинцы — 737 человек (1,27 %)

По итогам переписи населения 2020 года проживали следующие национальности (национальности менее 1 % и другое, см. в сноске к строке «Другие»):
| Национальность | Численность, чел. | Доля     |
| -------------- | ----------------- | -------- |
| Русские        | 101 047           | 88,53 %  |
| Армяне         | 5292              | 4,64 %   |
| Узбеки         | 1470              | 1,29 %   |
| Другие         | 6324              | 5,54 %   |
| Итого          | 114 133           | 100,00 % |

## Местное самоуправление
Главы города Михайловска
- Александр Лунин. В марте 2012 года отстранён от должности. Арестован[65];
- до 2014 — и. о. Наталия Ивановна Полякова;
- в 2014 году — и. о. Соловьёв Андрей Владимирович[66];
- 2014—2016 — Миненков Михаил Анатольевич;
- с октября 2016 года по 9 июля 2020 — Серов Игорь Владимирович[67][68][69].

С 16 марта 2020 года должность упразднена

## Инфраструктура
- Администрация города Михайловска[70]
- Социально-культурное объединение[71]
- Клуб им. Страхова[72]
- Централизованная библиотечная система[73]. Открыт 15 сентября 1920 года как библиотека села Шпаковского[15]
- Центральная районная больница[74]
- Районная стоматологическая поликлиника[75]
- Центр психолого-педагогической реабилитации и коррекции[76]
- Агрохимцентр «Ставропольский»[77]
- Всероссийский НИИ кукурузы РАСХН — Ставропольский филиал[78]
- Ставропольский НИИ сельского хозяйства РАСХН[79]
- Второй объединённый авиационный отряд ФСБ РФ[80]
- В Михайловске расположено общественное открытое кладбище площадью 162 668 м² (переулок Транспортный, 17/3). Участок другого открытого кладбища (площадью 178956,0 м²) расположен в черте города Михайловска (вдоль трассы на аэропорт)[81].

## Образование
Детские сады
- Детский сад № 1[82]
- Детский сад № 2[83]
- Детский сад № 3[84]
- Детский сад № 4[85]
- Детский сад № 6[86]
- Детский сад № 15[87]
- Детский сад № 17. Открыт 2 февраля 1987 года как сад-ясли «Жемчужинка» завода «Цитрон»[88]
- Детский сад № 20[89]. Открыт 1 октября 1971 года как ясли-сад № 20 «Колокольчик»[90]
- Детский сад № 25[91]
- Детский сад № 27[92]
- Детский сад № 28[93]
- Детский сад № 29[94]. Открыт 1 апреля 1979 года[95]
- Детский сад № 30[96]
- Детский сад № 31.Открыт 28 июня 2018 года
- Детский сад № 34. Открыт 14 февраля 2020 года[97]
- Детский сад № 35. Открыт 4 февраля 2020 года[98]
- Детский сад № 36. Открыт в апреле 2023 года[99]

Школы
- Средняя общеобразовательная школа № 1[100]
- Лицей № 2[101]
- Свято Никольская начальная школа
- Средняя общеобразовательная школа № 3[102]. Открыта 1 сентября 1980 года[103]
- Средняя общеобразовательная школа № 4[104]
- Средняя общеобразовательная школа № 5[105]
- Средняя общеобразовательная школа № 20
- Средняя общеобразовательная школа № 23
- Начальная общеобразовательная школа № 24[106]
- Средняя общеобразовательная школа № 25
- Средняя общеобразовательная школа № 30[107]
- Средняя общеобразовательная школа № 31

Дополнительное образование
- Детский технопарк «Кванториум Ставрополь»
- Детская музыкальная школа[108]
- Детская художественная школа[109]
- Детско-юношеская спортивная школа[110]
- Детско-юношеский центр «Типчак»[111]
- Станция юных натуралистов[112]
- Детский экологический центр
- Станция юных туристов[113]
- Центр детского творчества[114]
- Профессиональный лицей имени казачьего генерала С. С. Николаева[115]

## Экономика
- комбинат строительных материалов
- Транспортное предприятие
- МихайловскОптТорг
- завод автодеталей «Цитрон»
- ЗЮТЭК-Ставрополь
- комбинат по переработке птицы
- племенной завод
- Ставропольский кирпичный завод Luxel
- автосборочный завод «Ставрополь-Авто»,  мощностью до 100 тысяч автомобилей в год[116][117] (запущен в феврале 2018 года, в январе 2019 года производство было остановлено[118]).

## Транспорт
В пределах городской черты находится грузо-пассажирская узловая станция Палагиада. Ближайшие узловые станции по трём направлениям: Кавказская — 138 км, Ставрополь — 16 км, Светлоград — 84 км.

## Культура
Культурный паспорт города Михайловска.
СМИ
- Михайловское телевидение[121]
- Газета «Михайловские вести»[122]
- Газета «ПРЕССА ГОРОДА» (PRessa ГОРОДА)

## Спорт
- Футбольная команда «Витязь». Чемпион Ставропольского края по футболу 1997 и 1998 годов[123]

## Религия
Русская православная церковь
- Храм всех святых, в земле Русской просиявших (ул. Октябрьская)[124]
- Храм св. благоверного князя Александра Невского (микрорайон СНИИСХ)[125]
- Духовно-просветительский центр имени св. благоверного князя Александра Невского — ул. Гагарина, 370/1
- Свято-Никольская кладбищенская часовня[126]
- Больничный храм свят. блаженной Матроны[127]
- Храм св вмч. Георгия Победоносца в ЯП 17-11[128]
- Свято Михайловский собор (ул. Гоголя) 21 ноября 2011 года в храме была совершена первая Божественная литургия[129]
- Храм преп. Сергия Радонежского (ул. Ишкова)[130]
- Храм св. блаженной Ксении Петербургской (хутор Кожевников)
- Храм св. великомученика Артемия (микрорайон «Гармония»)
- Храм св. мучениц Веры, Надежды, Любови и матери их Софии (Адмиральский парк)
- Храм святителя Николая Чудотворца (строящийся) (Адмиральский парк)
- Храм св. вмч. Георгия Победоносца (строящийся) (Адмиральский парк)
- Храм Воздвижения Креста Господня на Кресто-Воздвиженском кладбище (строящийся)
- НОУ Православная Начальная ШКОЛА -детский сад «Свято-Никольская»
- Свято-Никольский молодёжный центр при Михайловском соборе
- Православное сестричество святой равноапостольной Нины
- Михаило-Архангельская церковь. Упоминается в 1893 году[131]

Протестантизм
- Церковь Евангельских христиан-баптистов
- Церковь Христианская Миссия (пятидесятников)

## Люди, связанные с городом
- Кулешин В. Н. — Герой Социалистического Труда[6]
- Маляров Владимир Константинович (1946) — писатель, автор книг «Не посторонние мне люди» (1981), «Перекрёстки», (1982), «Хлопоты» (1985), «Время выбора» (1988), «Пожелай им благо, Господи» (1996), «Мне юность машет издалека» (2001). Проживает в Михайловске[132]
- Завгородний Николай Георгиевич (1.01.1914, Ставропольская губерния - 9.09.1995, Шпаковское) - краевед, Почётный гражданин Михайловска, основатель местного историко-краеведческого музея[133].

## Памятники
- Памятник герою гражданской войны Ф. Г. Шпаку. 1966 год[134]
- Мемориальный комплекс «Огонь вечной славы». 1974 год[135]. При нём детско-юношеский центр «Пост № 1». Открыт 8 мая 1975 года как пионерско-комсомольский Пост Памяти[103]
- В мае 2019 года в Адмиральском парке открыт памятник морякам-подводникам героической подлодки «С-13»[136].
- Мемориал Памяти воинам, павшим и пропавшим без вести на фронтах Великой Отечественной войны. Открыт 15 апреля 2023 года[137]
- Бюст Степана Николаева. Отркыт в 2024 году[138]
- Бюст Василия Маргелова[138]